# Bouclier des Hébrides
Le bouclier des Hébrides, aussi appelé Eria est un bouclier d'Europe comprenant les îles britanniques les plus septentrionales.

## Sources